# Володимир Сосюра (монета)
«Володи́мир Сосю́ра» — ювілейна монета номіналом 2 гривні, випущена Національним банком України. Присвячена 100-річчю від дня народження видатного українського поета та письменника, лауреата Державної премії України імені Тараса Шевченка Володимира Миколайовича Сосюри (1898—1965 роки).
Монету введено в обіг 23 січня 1998 року. Вона належить до серії «Видатні особистості України».

## Опис монети та характеристики
| Номінал грн. | Метал      | Маса, грам | Діаметр, мм. | Якість виготовлення | Гурт     | Тираж, штук |
| ------------ | ---------- | ---------- | ------------ | ------------------- | -------- | ----------- |
| 2            | нейзильбер | 12,8       | 31,0         | анциркулейтед       | рифлений | 20 000      |

### Аверс

Володимир Сосюра в молоді роки

На аверсі монети в центрі бусинового кола розмістили зображення малого Державного Герба України в обрамленні гілок калини. Над гербом розмістили дату «1998» — рік карбування монети. По колу написи: вгорі «УКРАЇНА», внизу у два рядки «2 ГРИВНІ». Написи відокремлені один від одного орнаментом.

### Реверс
На реверсі монети на тлі аркушів паперу, які перекладені ліворуч гілками калини, зобразили портрет Володимира Сосюри. Написи: ліворуч по колу «ВОЛОДИМИР СОСЮРА», праворуч у два рядки дата «1898-1965» — рік народження і смерті, внизу у два рядки факсиміле відомого вірша поета «ЛЮБІТЬ УКРАЇНУ».

## Автори
- Художники: Олександр Івахненко (аверс), Миколай Кочубей (реверс).
- Скульптор — Володимир Атаманчук.

## Вартість монети
Під час введення монети в обіг 1998 року, Національний банк України реалізовував монету за ціною 3 гривні 50 копійок.
Фактична приблизна вартість монети з роками змінювалася так:
| Рік        | 2005 | 2006 | 2007 | 2008 | 2009 | 2010 | 2011 | 2012 | 2013 | 2014 | 2015  | 2016  | 2017  | 2018  | 2019  | 2020  | 2021  | 2022  | 2023  | 2024  | 2025  |
| ---------- | ---- | ---- | ---- | ---- | ---- | ---- | ---- | ---- | ---- | ---- | ----- | ----- | ----- | ----- | ----- | ----- | ----- | ----- | ----- | ----- | ----- |
| Ціна, грн. | 300  | 350  | 390  | 450  | 560  | 560  | 560  | 560  | 600  | 600  | 1 400 | 1 400 | 1 550 | 1 550 | 1 800 | 1 650 | 1 650 | 2 000 | 2 150 | 3 300 | 4 200 |